# 신릉군
신릉군(信陵君, ? - 기원전 243년)은 중국 전국시대 위나라 사람으로 위소왕(魏昭王)의 아들이다. 이름은 위무기(魏無忌). 신릉군은 중국 전국시대의 저명한 정치가, 군사가로서 조나라의 평원군 조승(平原君 趙勝), 제나라의 맹상군 전문(孟嘗君田文), 초나라의 춘신군 황헐(春申君黃歇)함께 전국시대의 4공자로 불린다.

## 생애와 업적
위무기는 위소왕의 아들이자 안희왕의 이복 동생이다. 소왕이 죽고 안희왕이 즉위하자 무기는 신릉군에 봉해졌다. 그는 어질고 선비를 존중했으며 교만하게 구는 일이 없어 식객이 3천 명이나 되었다. 기원전 257년, 앙숙사이인 조나라와 진나라는 다시 한번 결전을 하게 되었다. 진나라 군사들은 기원전 260년 장평(長平)에서 조나라의 40만 대군을 전멸한 기세를 타서 다시 한번 조나라 정벌에 나서 조나라의 도읍지인 한단(邯鄲)을 포위했다. 조나라는 급기야 망국의 급박한 경지에 몰리게 되었다. 형국이 급하게 되자 조나라의 승상으로 있었던 평원군(平原君), 즉 전국시대 유명한 4공자(公子) 중 한사람인 조승(趙勝)은 위(魏)나라 안리왕과 자기의 손아래 처남인 위나라 승상 위무기(魏無忌, 전국시대 4공자 중 한 사람), 즉 신릉군(信陵君)에게 수차 구원을 청했다.
위 안희왕은 장군 진비(晉鄙)에게 10만 군사를 주어 조나라를 구원하게 했다. 안리왕이 군사를 파견하여 조나라를 돕는 다는 정보를 입수한 진나라 진 소왕(秦昭王)은 안리왕에게 사신을 파견하여 조나라를 도울 경우 위나라도 함께 공격하겠다고 했다. 이에 겁을 집어먹은 안리왕은 인차 진비에게 제자리에서 진을 치고 관망을 하라는 명령을 전했다. 말로는 조나라를 돕는다고 했지만 실은 일의 진전을 관망하자는 심산이었다. 그럴수록 진나라는 더욱 기승을 부렸고 조나라의 상황은 더욱 위급하게 되었다.
평원군은 연속 사절을 보내 구원을 독촉하는 한편, 위나라에서 대권을 잡고 있는 자기의 처남인 신릉군이 조나라와 자기의 친 누님의 안위도 걱정하지 않는다고 책망했다. 결국 급해난 것은 신릉군이었다. 당시 신의와 명사들에 대한 예우로 이름이 높았던 신릉군으로 놓고 말하면 이는 치명적인 결과를 초래할 수 있는 진퇴양난의 선택을 마주하게 되었다. 조나라를 구원하지 않을 경우, 하나는 위나라에서 신릉군의 위망과 안리왕의 안목에 신릉군이 없다는 결론이 얻어지게 되어 그동안 쌓았던 위망이 일순간에 사라지게 되고 조나라를 구하려 할 경우 진을 치고 관망하라는 안희왕의 명을 거역하게 되는데 그렇게 되면 적게는 안희왕의 눈에 나게 되고 심하게 되면 생명위험까지 있게 된다. 안리왕은 강대한 진나라가 무서워 조나라를 구하려 하지 않았고 신릉군은 또 조나라가 망하는 걸 그대로 보고있을 처지만은 아니었다.
신릉군은 이런 상황에서 자기가 그동안 포섭했던 문객(門客)들과 가지고 있는 전차 백여대를 동원하여 개인적으로 조나라와 함께 생사를 같이할 준비를 했다. 이때 신릉군 위무기의 문객으로 있던 후영(侯赢)이라는 사람이 그건 스스로 죽음의 길을 택하는 행위라고 하면서 안리왕이 사랑하는 왕비인 여희(如姬)를 이용하여 안리왕 침실에 있는 진비의 병부(兵符, 즉 고대에 군사지휘권에 필요한 신빙물)를 훔쳐서 지휘권을 받아 군사를 이끌고 조나라를 지원하는 게 상책이라고 했다.
원래 안리왕이 가장 총애하는 왕비 여희의 아버지가 원수에게 살해되었는데 여희가 그처럼 원수를 갚으려고 해도 갚지 못했다. 그런데 이일을 알게 된 신릉군이 자기의 문객을 시켜 여희의 아비죽인 원수를 갚아주었는데 그럼으로 여희는 신릉군의 청탁을 거절 할리가 없었다.
신릉군은 후영이 시키는 대로 여희에게 병부를 훔쳐 줄 것을 청탁했고 여희는 신릉군의 은혜를 갚으려고 위나라 안리왕의 침실에 있는 진비의 병부를 훔쳐 신릉군에게 주었다. 병부를 훔친 신릉군이 진비를 찾아 가려는 데 후영은 그렇게 하면 안된다고 하면서 가려면 당시 유명한 무사인 주해(朱亥)를 데리고 가, 진비가 병부를 보고도 병권을 내놓지 않을 경우 주해가 진비를 격살해야 일을 성사시킬 수 있다고 했다. 후영과 주해는 모두 비천한 사람들이었는데 신릉군이 예우를 해 줌으로 신릉군의 문객으로 된 사람들로 수시로 신릉군을 위해 목숨을 바칠 수 있는 사람들이었다.
후영은 원래 비범한 모략을 가지고 있는 사람이었으나 집이 가난해 성문을 지킴으로 연명을 해가는 사람이었고 주해 역시 당시 유명한 무사였는데 알아주는 사람이 없어 저자거리에서 사는 사람이었다. 이들이 이인(異人, 비범한 재주를 갖춘 사람)이라는 말을 들은 신릉군은 당시 위나라 조정의 각료들과 명사들을 모여놓고 후영을 모시러 갔다. 하지만 후영은 거들떠 보지도 않다가 신릉군 위무기가 마차를 가지고 와서야 자리에서 일어났으며 신릉군이 마차에 오르라고 하자 추호의 사양도 없이 상좌에 앉았고, 자기를 술자리로 모시려면 자기의 친구인 주해도 함께 데리고 가야 한다고 했다. 곁에서 많은 사람들이 후영이 너무한다고 했지만 신릉군은 아무 말없이 후영이 가리키는 쪽으로 저자거리로 주해를 찾아 갔고, 후영이 주해의 집안에 들어가 주해와 한담하는 동안 말고삐를 들고 기다렸다. 신릉군이 이들 둘을 모시고 연회장으로 들어서 술을 권하자 후영은 인사도 없이 받아 마셨다. 그리고 연회가 파한 다음 신릉군보고 자기는 신릉군을 위해 그렇게 했다고 했다. 저자거리에서 한 이름없는 인간을 위해 말고삐를 잡고 한식경이나 기다린다는 자체가 바로 인재를 중히 여기는 신릉군의 위망을 세워준 일이라고 하면서 이제 많은 인재들이 모여들 것이라고 했다. 아닌게 아니라 이 소문을 들은 당시의 유명한 사람들이 구름이 모여들 듯이 신릉군에게로 찾아 들었다.
후영의 말에 일리가 있다고 생각한 신릉군은 병부를 가지고 주해와 함께 진비를 찾아갔다. 하지만 진비는 병부를 보고도 군사권을 자기에게 넘기라는 신릉군의 말을 믿지 않았다. 상시 상식상 전쟁을 앞두고 대장군을 교체하는 일은 없었으며 교체한다고 하더라도 그 자리에 제3자가 반드시 있어야 했다. 하지만 신릉군이 혼자서 병부를 가지고 대장군의 지휘권을 받으려하지 진비는 지휘권을 내놓으려 하지 않았다. 그러자 곁에 있던 주해는 그 자리에서 진비를 격살했다. 이렇게 신릉군 위무기는 군사권을 가질 수 있어 군사를 휘동하여 조나라 구원의 길에 나섰다.
신릉군 위무기가 조나라 지원에 나섰다는 소문을 들은 초나라에서는 춘신군(春申君) 황헐(黄歇)에게 군사를 주어 신릉군 위무기와 함께 조나라를 구원하게 했다. 신릉군 위무기는 초나라, 위나라, 조나라 군사들을 연합하여 일거에 진나라 군사들을 격파하고 조나라의 도읍지 한단의 포위를 풀었다. 이게 바로 사상 유명한 절부구조(竊符救趙), 즉 병부를 훔쳐 조나라를 구한 이야기이다.
병부를 훔치고 진비를 살해해 군권을 잡아 조나라를 구한 신릉군은 위나라 안리왕이 자기를 미워할 줄을 알고 전쟁이 끝난 다음 귀국하지 않고 그냥 조나라에 머물러 있으면서 많은 명사들을 자기의 수하에 포섭했다. 그로부터 10년이 지난 기원전 247년, 원기를 회복한 진나라는 원수를 갚기 위한 위나라 정벌에 나섰다. 이에 기겁한 위나라 안리왕은 수차 조나라로 사신을 보내 신릉군을 돌아오라고 했지만 신릉군은 이 핑계 저 핑계 지어 "이제 안리왕의 사신의 말을 전달하는 자는 목을 벤다"라고 하면서 떠나지 않았다. 그러다가 안리왕이 모든 군권을 다 주겠다고 해서야 위나라로 돌아왔고 신릉군과는 이복형제간인 안리왕은 돌아온 신릉군을 끌어안고 대성통곡을 했다.
상장군으로 임명받아 위나라의 모든 군권을 쥐게 된 신릉군은 즉시 기타 제후국들에 구원을 청했고 신릉군이 상장군으로 되었다는 소식을 들은 제후국들에서는 분분히 구원병을 보냈고 신릉군은 황하이남에서 진나라 군사들을 대파하고 함곡관까지 추격해갔다. 패전을 한 진나라에서는 황금 만량을 가지고 신릉군에게 살해된 진비의 부하들에게 가서 신릉군이 역모할 생각을 하고 있다는 소문을 퍼뜨리게 했으며 한편 신릉군에게 또 사람을 보내 이미 위나라 왕이 되었다면서 하고 축하를 하게 했다. 그렇지 않아도 신릉군을 많이 의심했던 안리왕은 이런 소문을 듣고 신릉군을 경계하기 시작했으며 이를 안 신릉군은 병권을 내놓고 매일같이 집에서 술이나 마시면서 세월을 허송하다가 4년 만에 우울한 가운데서 자기의 생을 마감했으며 같은 해, 안리왕 역시 사망했다. 신릉군이 죽은 지 얼마안되어 진나라 군사들은 위나라의 도읍지를 함락했고 위나라는 결국 앞당겨 멸망하게 되었다.